# Cameron-Nunatakker
Die Cameron-Nunatakker sind eine kleine Gruppe von Nunatakkern im ostantarktischen Viktorialand. Am südlichen Ende der Freyberg Mountains ragen sie am Westrand des Evans-Firnfelds auf.
Der United States Geological Survey kartierte sie anhand eigener Vermessungen und Luftaufnahmen der United States Navy aus den Jahren von 1960 bis 1964. Das Advisory Committee on Antarctic Names benannte sie 1969 nach Roy Eugene Cameron (* 1929), Biologe auf der McMurdo-Station in den antarktischen Sommermonaten von 1966 bis 1967 und von 1967 bis 1968.